# Stromovka

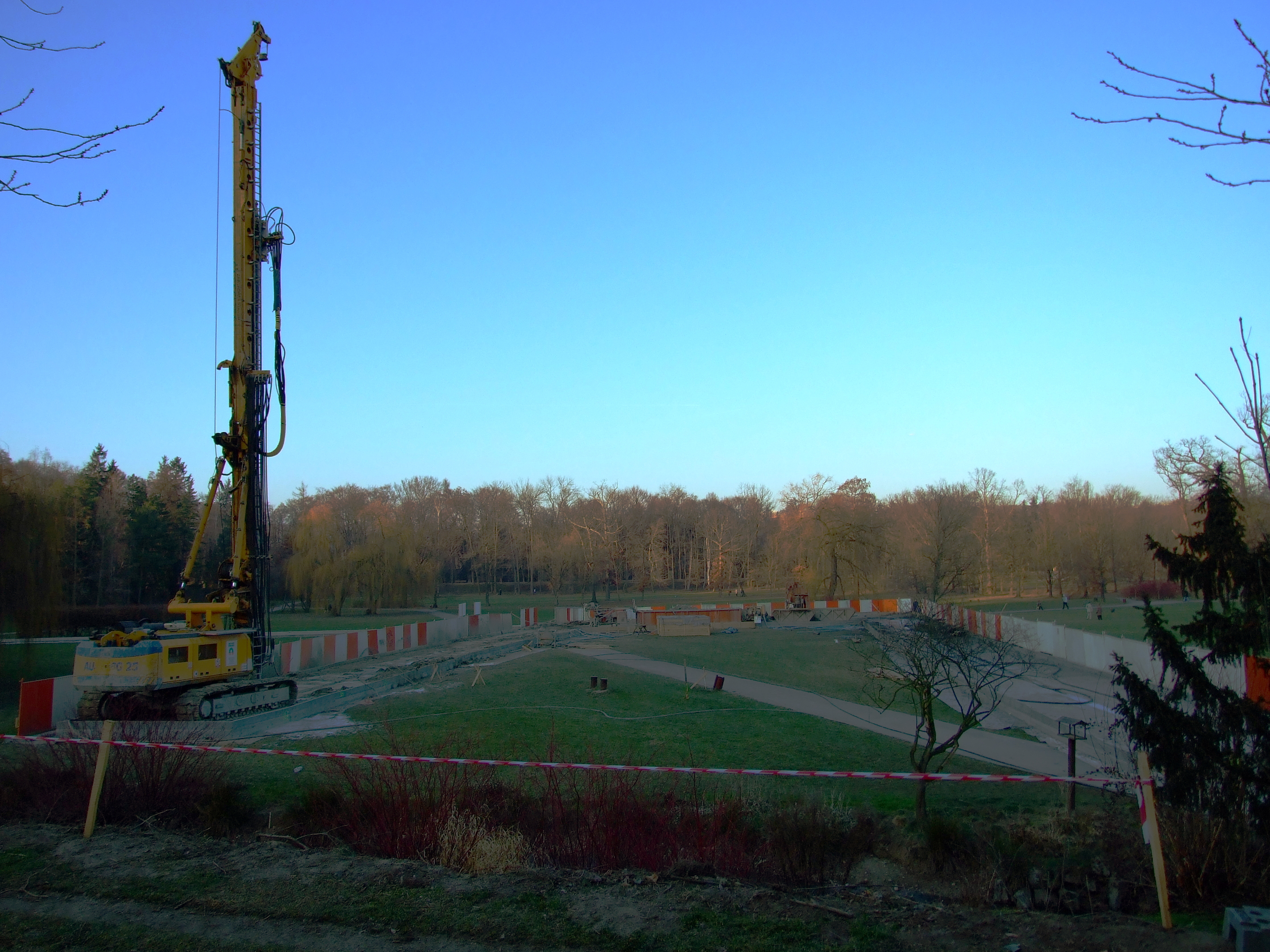
Miejsce budowy tunelu Blanka w parku

Stromovka (dawniej Královská obora) – największy park w centrum Pragi utrzymany w stylu angielskim. Od 1988 roku jest chronionym prawem zabytkiem przyrody.
Położona jest w rejonie katastralnym Bubeneč (Praga 7) w dolinie Wełtawy na południe od wyspy rzecznej Císařský ostrov (dosł. Cesarska Wyspa) i oddzielona od niej kanałem żeglugowym.
Od XIII w. istniał tu zwierzyniec – królewskie tereny łowieckie – założony przez Przemysła Ottokara II w roku 1268, później stopniowo przekształcany w królewski park. W latach 1495–1503 na polecenie króla Władysława Jagiellończyka wybudowano w nim letni zamek myśliwski Letni Pałac Namiestnikowski w Pradze. Od 1804 park jest dostępny dla wszystkich mieszkańców miasta. We wschodniej części parku lapidarium z zabytkami czeskiej sztuki sepulkralnej z okresu XI-XIX wieku oraz hala sportowa Tesla Arena.
W 2008 roku w związku z prowadzonymi pod parkiem pracami budowlanymi nad najdłuższym w Europie miejskim drogowym tunelem – Blanka w ciągu śródmiejskiej obwodnicy Pragi, dwukrotnie (w maju i październiku) doszło do zapadnięcia się fragmentów murawy parku. Za drugim razem powstał krater o średnicy ok. 20 m i głębokości ok. 15 m.